# Culicoides glushchenkoae
Culicoides glushchenkoae är en tvåvingeart som beskrevs av Glukhova 1989. Culicoides glushchenkoae ingår i släktet Culicoides och familjen svidknott. Inga underarter finns listade i Catalogue of Life.